# Bitwa nad Metaurusem
Bitwa nad Metaurusem – starcie zbrojne, które miało miejsce nad rzeką Metaurus (Metauro) w czerwcu 207 p.n.e., w trakcie II wojny punickiej.
W bitwie tej naprzeciw siebie stanęły armie Hazdrubala (30 000 zbrojnych) oraz rzymskich konsulów Gajusza Klaudiusza Nerona i Marka Liwiusza Salinatora (40 000 zbrojnych).

## Przed bitwą
Na lewym skrzydle punickim stanęli Celtowie (Galowie), centrum zajęli Ligurowie. Prawe skrzydło Hazdrubal obsadził siłami z Libii i Iberii oraz 10 słoniami bojowymi. Po stronie rzymskiej naprzeciwko Galów stanęły siły Nerona (prawe skrzydło rzymskie), naprzeciw Ligurów wojska Porciusa, naprzeciwko Iberów i Libijczyków lewe skrzydło rzymskie dowodzone przez Liwiusza Salinatora.

## Przebieg bitwy
Bitwę rozpoczął atak lewego skrzydła rzymskiego pod dowództwem Liwiusza na prawe skrzydło kartagińskie dowodzone bezpośrednio przez Hazdrubala. Wkrótce do walki weszły wojska rzymskiego centrum. Bitwa była zacięta i długo żadna ze stron nie zdobywała przewagi. Atak prawego skrzydła dowodzonego przez Nerona na Galów został zatrzymany przez przeszkodę terenową - głęboki jar. Mając świadomość, że ta przeszkoda stanowi też barierę dla ataku Galów, Neron wycofał swoje siły z tego odcinka frontu, obszedł tyły wojsk rzymskich i przenikając niezauważenie na tyły prawego skrzydła kartagińskiego uderzył na zgromadzoną tam piechotę libijsko-iberyjską, wywołują całkowite zaskoczenie i panikę w szeregach wroga. Był to decydujący moment bitwy. Po zniszczeniu prawego skrzydła punickiego w rozsypkę poszła reszta armii kartagińskiej.
W walce poległ Hazdrubal oraz 10 000 jego ludzi. Drugie tyle dostało się do rzymskiej niewoli. Rzymianie stracili 2 000 żołnierzy.